# 구룽
구룽(중국어: 古龍 구룽[*], 본명: 슝야오화(중국어: 熊耀華 슝야오화[*]), 1938년 6월 7일~1985년 9월 21일)은 홍콩(당시 영국령 직할 식민지)에서 출생한, 중화민국(타이완)의 무협 소설가이자, 영어 번역 문학가이고, 극작가 겸 희곡 문학인이다.
구룽(중국어: 古龍 구룽[*])의 본명(本名)은 슝야오화(중국어: 熊耀華 슝야오화[*])이지만, 한국어권 무협 소설 애호 및 애독가들을 비롯한, 한국의 무협 소설 문학 애독 및 구독 팬층들한테는 각각 한국식 독음인 고용·고룡·웅요화 등으로 널리 잘 알려져 있다.
그는 1938년 6월 7일, 영국령 홍콩에서 출생하여, 지난날 한때 1940년 8월부터 1942년 11월까지 국민정부 시대 중화민국 장시 성 난창(지금의 중화인민공화국 장시 성 난창)에서 잠시 2년간 유아기를 보낸 적이 있으며, 1942년 11월부터 1945년 12월까지 중화민국 후베이 성 우한 한커우 구역(지금의 중화인민공화국 후베이 성 우한 한커우 구역)에서 잠시 3년간 유년기를 보낸 적이 있고, 이 와중이던 1943년 3월에 한커우 지역에서 초등학교를 입학, 이후 초등학교 3학년 말기 때였던 1945년 12월, 영국령 홍콩으로 귀환과 함께 전학하였으며, 그로부터 4년 후 초등학교를 졸업과 함께 1949년 3월, 영국령 홍콩에서 중고등학교를 입학했지만 2학년 시절이었던, 1950년 3월, 타이완으로 건너가면서 중화민국 타이중으로 이주하였고, 중고등학교 3학년 시절(1951년 3월)에는 타이중을 홀로 떠나 타이베이의 국립 대만 사범 대학교 부속 고급중학교(3학년)로 전학하였으며, 1952년 7월, 부모를 비롯한 직계 가족이 모두 중화민국의 수도 타이베이로 재차 마지막 이주를 하였다.
1955년 3월, 중화민국 신베이 단장 영어전문학교에 입학하였고, 1956년에 1학년 수료한 이후 휴학하였으며, 4년 동안의 문학 수련 끝에, 1960년 자작 무협 소설 《창궁신검(蒼穹神劍)》으로 무협소설 작가 등단하였고, 그로부터 3년 후 1963년 3월 중화민국 신베이 단장 영어전문학교에 2년 복학, 1964년 3월, 입학한지도 9년여만에 전문학사 학위를 취득하였다. 이후로도 뛰어난 무협 소설로써 중화민국(타이완)에서 무협 작가의 명불허전(名不虛傳)으로 이름을 날렸다.
1985년 9월 21일, 알코올 의존증으로 인한 간경변을 앓던 차에 향년 47세를 일기로 사망했다.
결혼 생활로는 두번의 상배를 하면서 모두 3혼했으며, 1966년에 재혼하여 1968년에 상배한 두번째 부인과의 사이에는 아이가 없었고, 1958년에 결혼하여 1965년에 상배한 첫부인과의 사이에는 장남 슝샤오룽(熊小龍, 1959년생)을, 1970년에 마지막 결혼한 세번째 부인과의 사이에는 차남 슝이콴(熊怡寬, 1972년생)과 삼남 슝정다(熊正達, 1978년생)를 얻었으며, 구룽(古龍) 작가 그의 아들 3명도 모두 문학 작가로 활약하고 있다.

## 주요 작품
대표작으로 《절대쌍교(絶代雙驕)》, 《초류향전기(楚留香傳奇)》, 《천애명월도(天涯明月刀)》가 있다.

## 같이 보기
- 진융
- 량위성
- 워룽 성